# Sinacherib
Sinacherib, taktéž Sancheríb (akkadsky Sîn-ahhī-erība, doslova „(Měsíční bůh) Sín pro mne nahradil (ztracené) bratry“), byl asyrský král, který vládl v letech 704–681 př. n. l. Byl synem a následníkem Sargona II. Jeho nástupcem byl jeho syn Asarhaddon. Kromě něj měl se svými manželkami Tašmetum-šarat a Zakutu potomky Arda-Mullissi, Arad-bel-it, Nabu-šar-usur.

## Války

### Babylonská kampaň
Jeho předchůdce Sargon II. porazil chaldejského vůdce Marduk-apla-iddina II., který ovládl jižní Babylonii.
Když Sinacherib nastoupil na trůn, stal se králem Asýrie i Babylonie. V Babylonii byla jeho vláda přesto méně stabilní. Později mu ukradl vládu nad Babylonem babylonský šlechtic Marduk-zakir-šumi II. Po několika týdnech byl ale i on sesazen chaldejským kmenovým vůdcem Marduk-apla-iddinou, stejným mužem, se kterým bojoval Sinacheribův předchůdce Sargon II. Elamský král Šutur-nahhunte II. poslal Marduk-apla-iddinovi na pomoc 80 000 lučištníků a na stranu proti Asýrii se přidaly i další chaldejské kmeny.
Několik měsíců byl ovládán Babylon Chaldejci bez revolty ze strany Sinacheriba. Poté, co se jeho armáda vrátila z expedice v Tabalu, ji Sinacherib roku 703 př. n. l. shromáždil a poslal se svým vrchním velitelem proti koalici. Poté, co se Sinacherib dozvěděl, že byla jeho armáda poražena, se vydal na druhé tažení, sám v jeho čele, a u Kiše koalici porazil. Marduk-apla-iddina strachem o život prchl.
Sinacherib zamířil rovnou do Babylonu, který ho bez odporu vpustil a vzdal se mu bez boje. Jelikož Sinacheribovy předchozí snahy o vládnutí oběma říším (Asýrii i Babylonii) evidentně selhaly, rozhodl se Sinacherib pro novou taktiku – do Babylonie dosadil rodilého Babyloňana jménem Bel-ibni jako vazalského krále. V Babylonu se Marduk-apla-iddinovi opět dařilo ovlivnit Bel-ibniho, který se pak spojil s Chaldejci a Elamity proti Sinacheribovi. Sinacherib tedy roku 700 př. n. l. Bel-ibniho sesadil a do Babylonu dosadil jednoho ze svých synů, Aššur-nádin-šumiho.

### Válka v Levantě

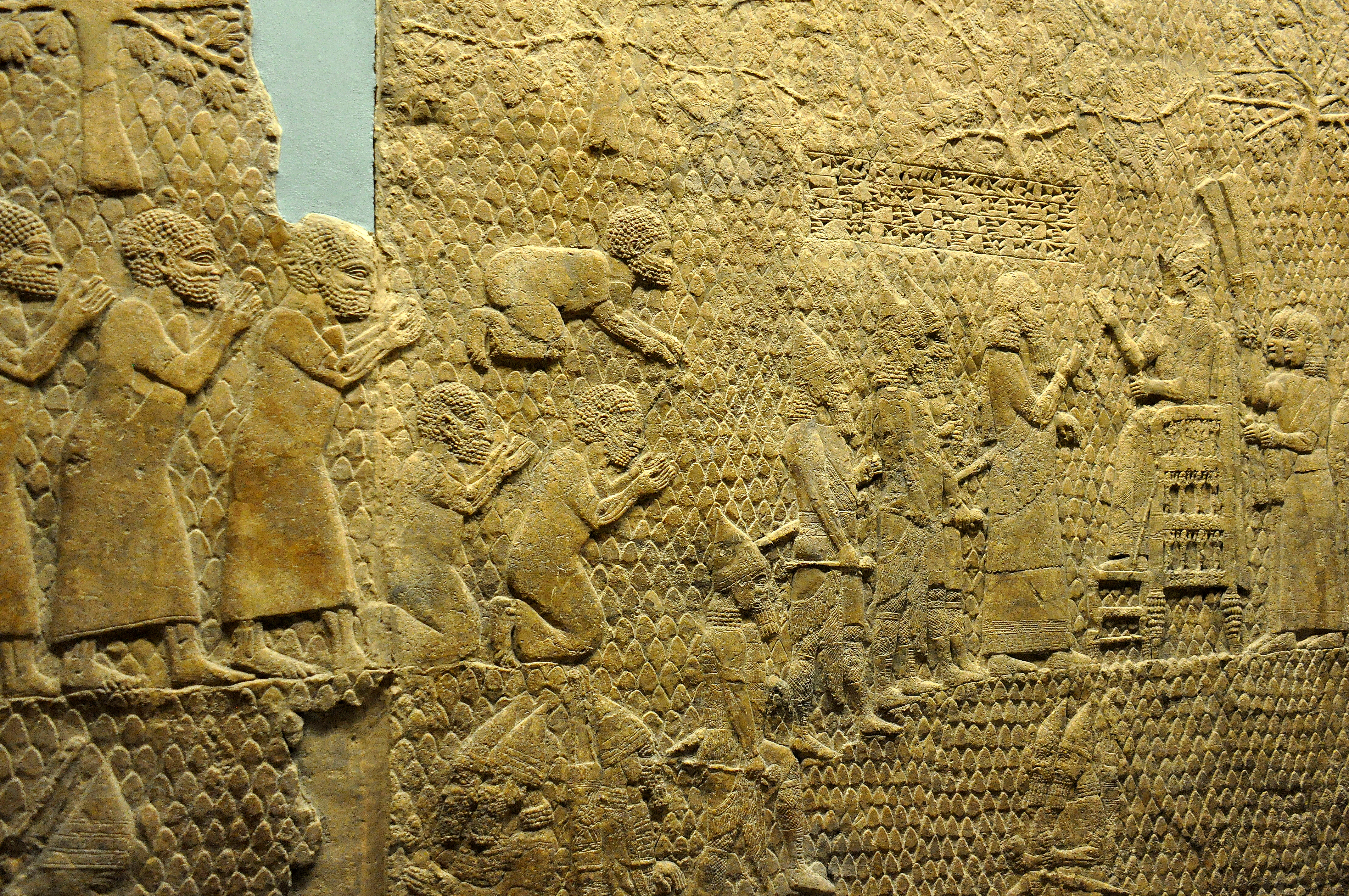
Sinacherib, dobyv Lachiš, sedí na trůně a pozoruje zajatce

Kampaň proti královstvím a městským státům v Levantě je velmi dobře dokumentovaná. Roku 705 př. n. l. judský král Chizkijáš přestal platit roční poplatek jako vazal Asýrii. Možná ho v tom podpořily nedávné události, kdy se i další vzbouřili proti Sinacheribovi. Chizkijáš se spojil se Sidqijou (králem města Aškelonu, jednoho z pelištejských měst) a Egyptem, zaútočil na pelištejská města, která byla loajální k Asýrii, a zajal krále Padiho, vazala Asýrie, který vládl v Ekrónu (jednom z pelištejských měst věrných Asýrii). Uvěznil jej ve svém hlavním městě Jeruzalémě.

Protiasyrské mínění bylo podpořeno hlavně Sinacheribovým úhlavním nepřítelem Marduk-apla-iddinou, který dokonce poslal dary Chizkijášovi, snaže se získat dostatečnou moc proti Asýrii.

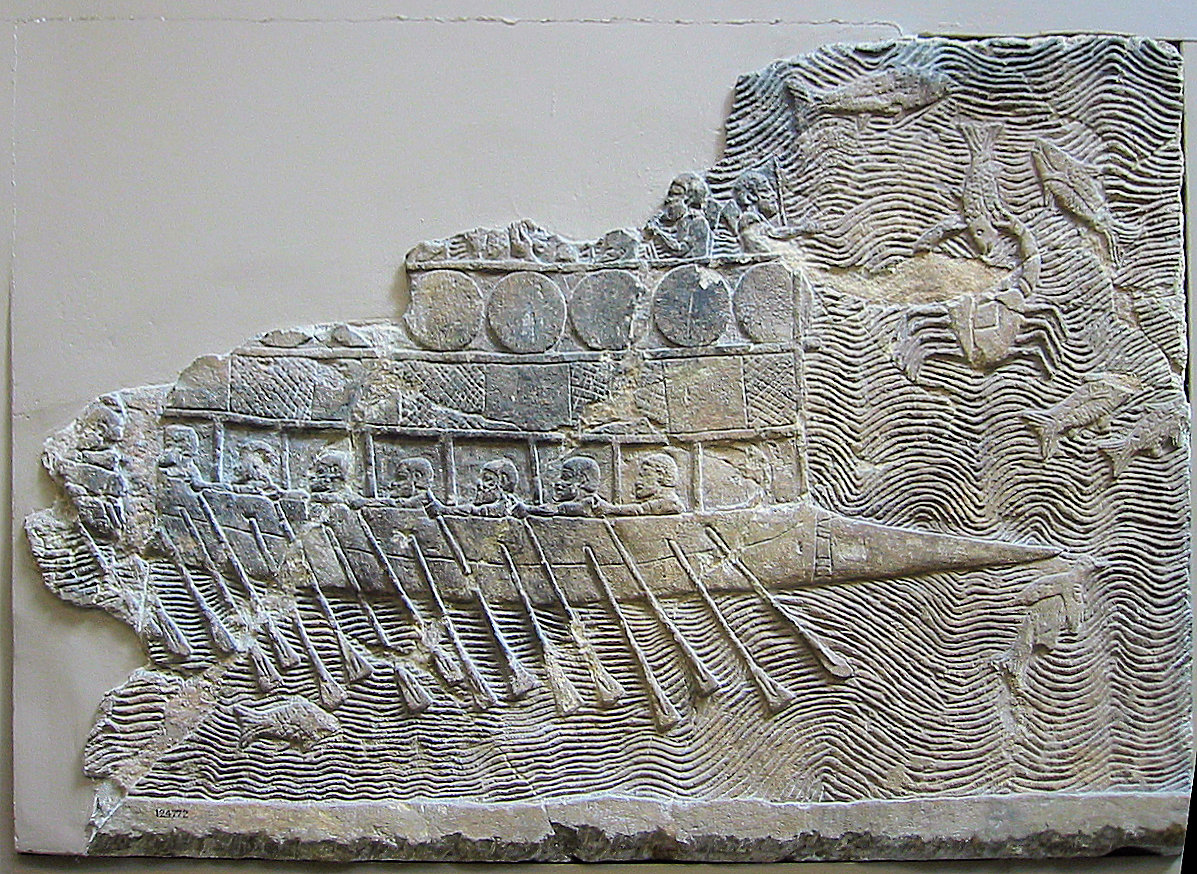
Asyrská válečná loď

Roku 701 př. n. l. začal nejprve Sinacherib útokem na severní fénická města. Zde bývalý asyrský vazal Luli, král Týru a Sidónu, který se přidal na protiasyrskou stranu, raději utekl, než aby riskoval život. Sinacherib do Sidónu poté dosadil jistého Ethbaala jako nového vazala Asýrie. Mnoho levantských králů se poté také raději vzdalo. V jižní Levantě  byla situace složitější. Nejprve Sinacherib dobyl Aškelon a porazil Sidqiju. Naslédně Sinacherib se chystal získat Ekrón. Chizkijášův spojenec Egypt se sice do konfliktu vložil, ale byl poražen. Města Ekrón a Timna byla dobyta a Judské království stálo samo. Část Sinacheribovy armády blokovala Jeruzalém a část táhla na důležité judské město Lachiš. Zabrání Lachiše a blokáda Jeruzaléma zamezila, aby Egypt pomohl Chizkijášovi, a zastrašila další levantské krále před vzpourou. Lachiš byl zničen a přeživší deportováni do Asýrie. Zde byli zaměstnáni například na Sinacheribových stavebních projektech. 

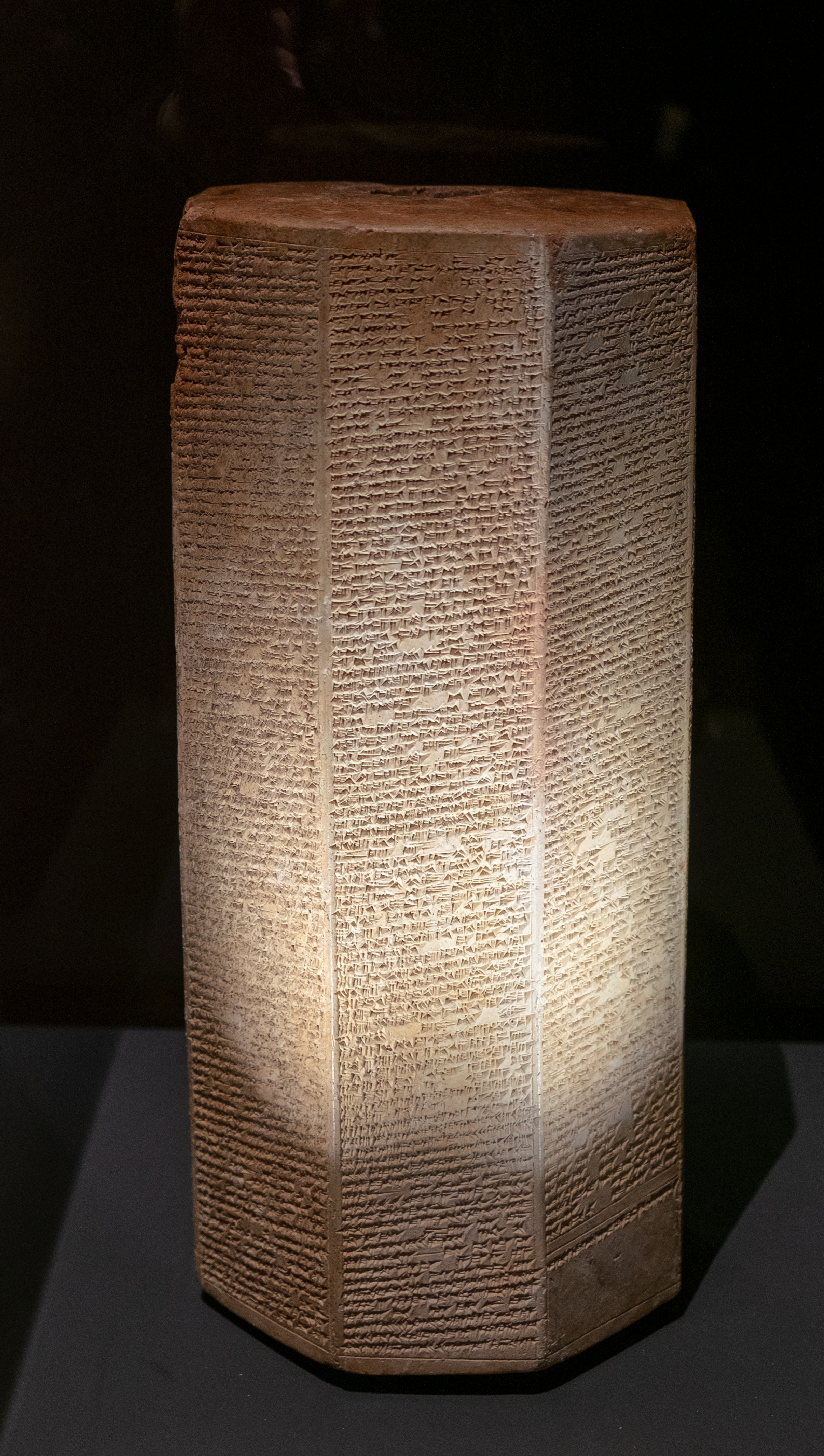
Sinacheribův hranol obsahující zápisy o zničení Babylonu

Jak blokáda Izraele skončila, je trochu nejasné. Podle Bible poslal Hospodin, Bůh Izraele a Judy, svého anděla, který pozabíjel asyrské šiky. Podle Hérodota zamořily asyrská vojska myši a sežraly jejich tětivy a toulce, čímž se stala vojska bezmocná a musela utéct. Možná tento příběh o zamoření myšmi byla narážka na nějakou nemoc, možná septický mor. Tak či onak je nepravděpodobné, že byla Asýrie přímo poražena. Babylonské spisy o této bitvě nemluví, a kdyby byla Asýrie skutečně poražena, jistě by byli Babyloňané rádi zmínili porážku jejich odvěkého soupeře. Tato neúplná výhra Asýrie možná dala Bel-ibnimu, vazalovi Asýrie v Babylonu, odvahu se proti Sinacheribovi vzbouřit.
Ať u Jeruzalému skončili Asyřané jakkoliv, v Levatně jako takové rozhodně vyhráli. Král Chizkijáš se vzdal a nyní byl nucen platit mnohem vyšší poplatky Asýrii. Taktéž musel propustit zatčeného Padiho, krále Ekrónu. Juda ztratil některá území, která dal Sinacherib sousedícím královstvím Ašdódu, Ekrónu a Gaze.

### Proti Elamu

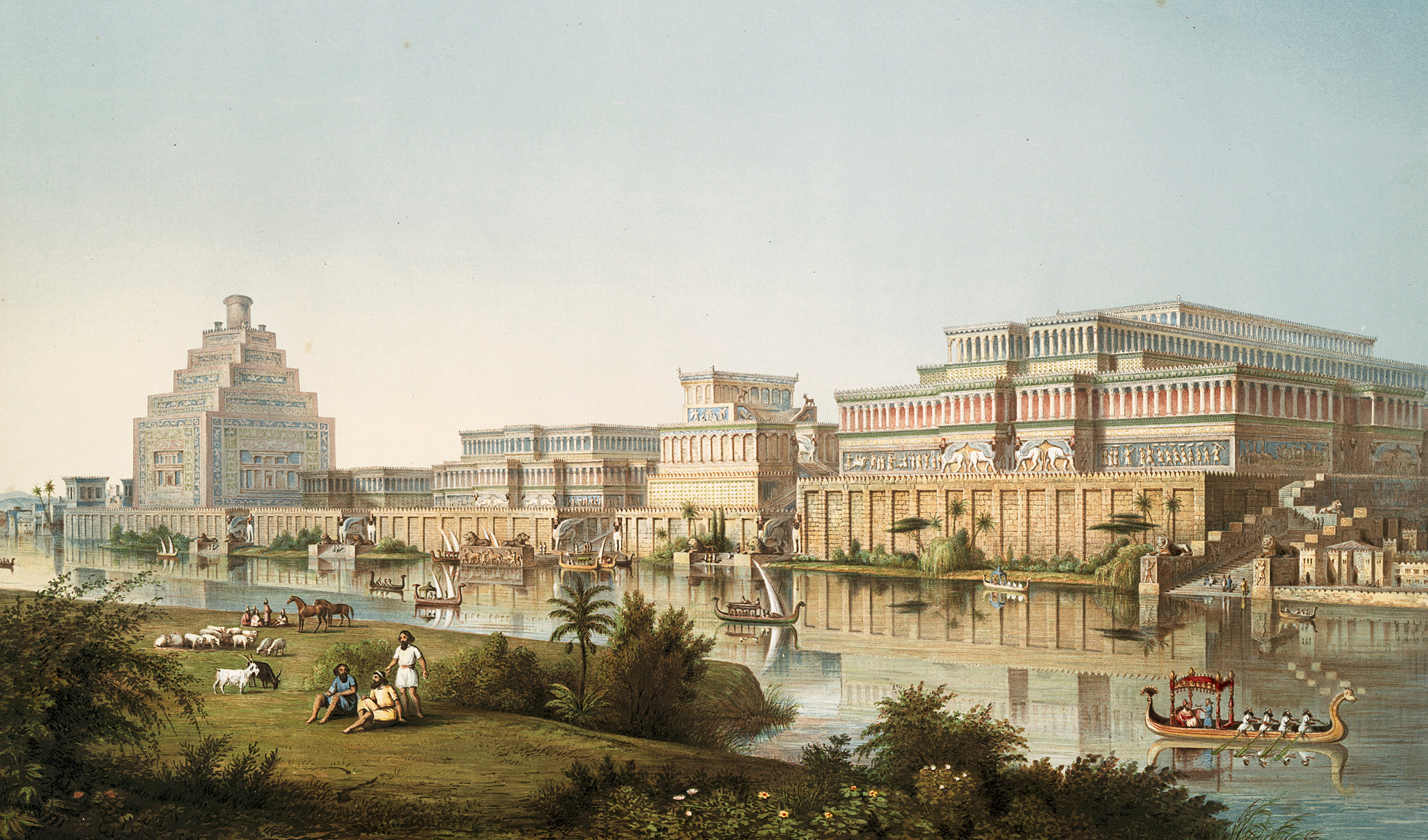
Rekonstrukce Ninive

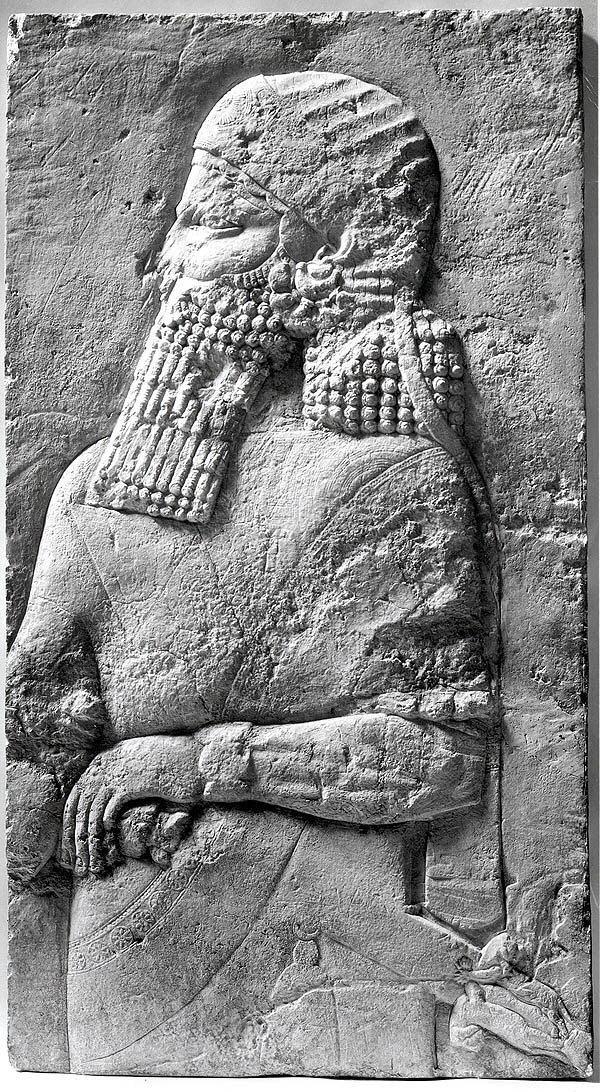
Stéla vyobrazující nějakého asyrského korunního prince – buďto Aššur-nádin-šumiho, Arda-Mulissu, nebo Asarhaddona

I po všech letech, co Sinacherib opětovně bojoval proti Marduk-apla-iddinovi, jeho babylónský oponent stále přežíval. Sinacherib se rozhodl napadnout Elam, ačkoli spíše než o boj proti Elamu mu šlo o Chaldejce, jejich spijence. Sinacherib už nějakou dobu dohlížel na stavbu flotily na severu Eufratu a v Ninive. Po těžké plavbě dopluly lodě s vojáky na elamské pobřeží. Sinacherib popisuje tuto kampaň jako „veliké vítězství“. Ačkoliv se Marduk-apla-iddinovi pomstil a zajal mnoho Chaldejců a Elamitů, sám Marduk-apla-iddina o něco předtím už zemřel přirozenou smrtí. Pro Asýrii se nejednalo o úplný úspěch, neb nástupce předchozího elamského krále Šutur-nahhunteho II., Hallušu-Inšušinak, v pomstě napadl Babylonii. Zdejší obyvatelé, toužíce po samostatnosti, jim vydali Sinacheribova syna Aššur-nádin-šumiho, který zde vládl. Ten byl pravděpodobně poté popraven. Elamité do Babylonu dosadili Nergal-ušeziba. Nergal-ušezib a Elamité zaútočili na asyrskou armádu u Nippuru, ale byli poraženi. Nergal-ušezib byl zajat a odvezen jako vězeň do Ninive. Tři týdny po bitvě u Nippuru proběhla v Elamu vzpoura a Hallušu-Inšušinak byl nahrazen Kutir-Nahhuntem III.
Babyloňané se ani poté Asýrii nevzdali a dosadili si nového krále, tentokrát chaldejce, Mušezib-Marduka.

### Zničení Babylonu
Elamský král Kutir-Nahhunte III. byl po 10 měsících vlády nahrazen Chumban-Numenou III. Babyloňané si zajistili podporu nového elamského krále cennostmi, které odebrali chrámu boha Marduka. Asyrské spisy popisují rozhodnutí Chumban-Numeny III. podporovat Babylon jako nerozumné a samotného elamského krále jako nesoudného. Roku 691 př. n. l. se Mušezib-Mardukova protiasyrská koalice utkala s asyrskými vojsky v bitvě u Halule, která skončila pravděpodobně nerozhodně (obě strany se ve svých zápisech prohlašují za vítěze).
Roku 690 př. n. l. utrpěl Chumban-Numena III. mrtvici. Sinacherib chtěl využít tohoto oslabení a v té době se hned vydal na poslední kampaň proti Babylonu. Nejprve Babylon vítězil, ale karty se záhy obrátily a brzy Sinacherib Babylon dobyl a zničil. Možná se chtěl takto nějak pomstít babylonským bohům. Mušezib-Marduk, chaldejský šlechtic, který vládl v Babylonu, byl pravděpodobně zabit.

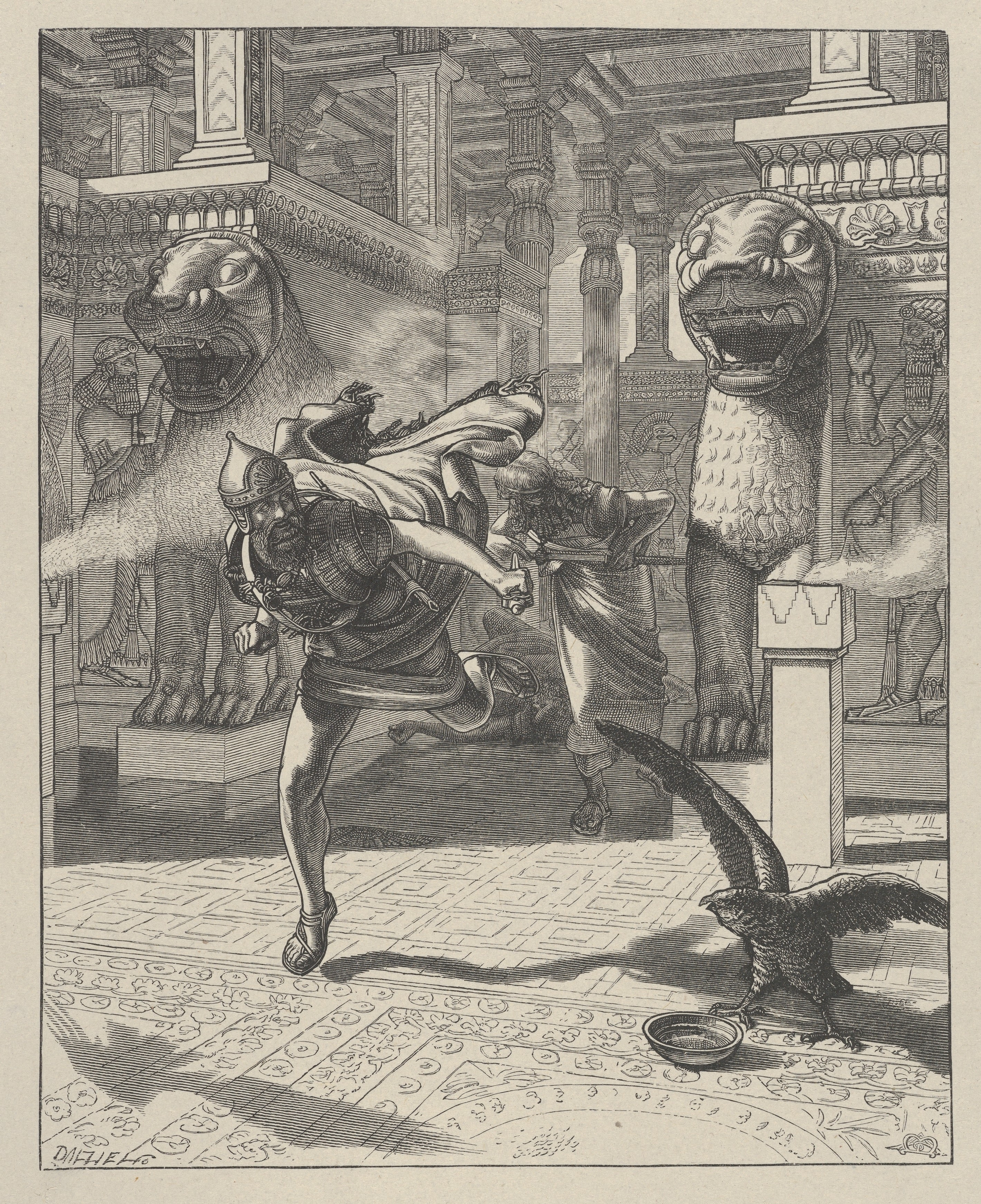
Arda-Mulissu a Nabu-šarra-usur utíkají, zabivše Sinacheriba

Ačkoliv se některé části Babylonie staly provinciemi Asýrie, Asyřené se nesnažili zničený Babylon nějak přestavět a Babylonie byla v této době označována jako bez krále. Po všech výpravách a taženích se Sinacherib rozhodl strávit zbytek vlády v míru. Rozhodl se vylepšit nové hlavní město Ninive.

### Vražda a nástupnictví
Poté, co byl jeho nejstarší syn Aššur-nádin-šumi popraven, stal se Sinacheribovým očekávaným nástupcem Arda-Mulissu (ve Starém zákoně jako Adramelech). Později se ale Sinacherib rozhodl z neznámého důvodu jako svého budoucího nástupce zvolit Asarhaddona, v čemž ho možná přesvědčila jeho manželka Nakkija. Arda-Mulissu byl velmi zklamaný a mnohokrát se snažil přesvědčit svého otce Sinacheriba, aby mu vrátil zpět jeho hodnost následníka trůnu.

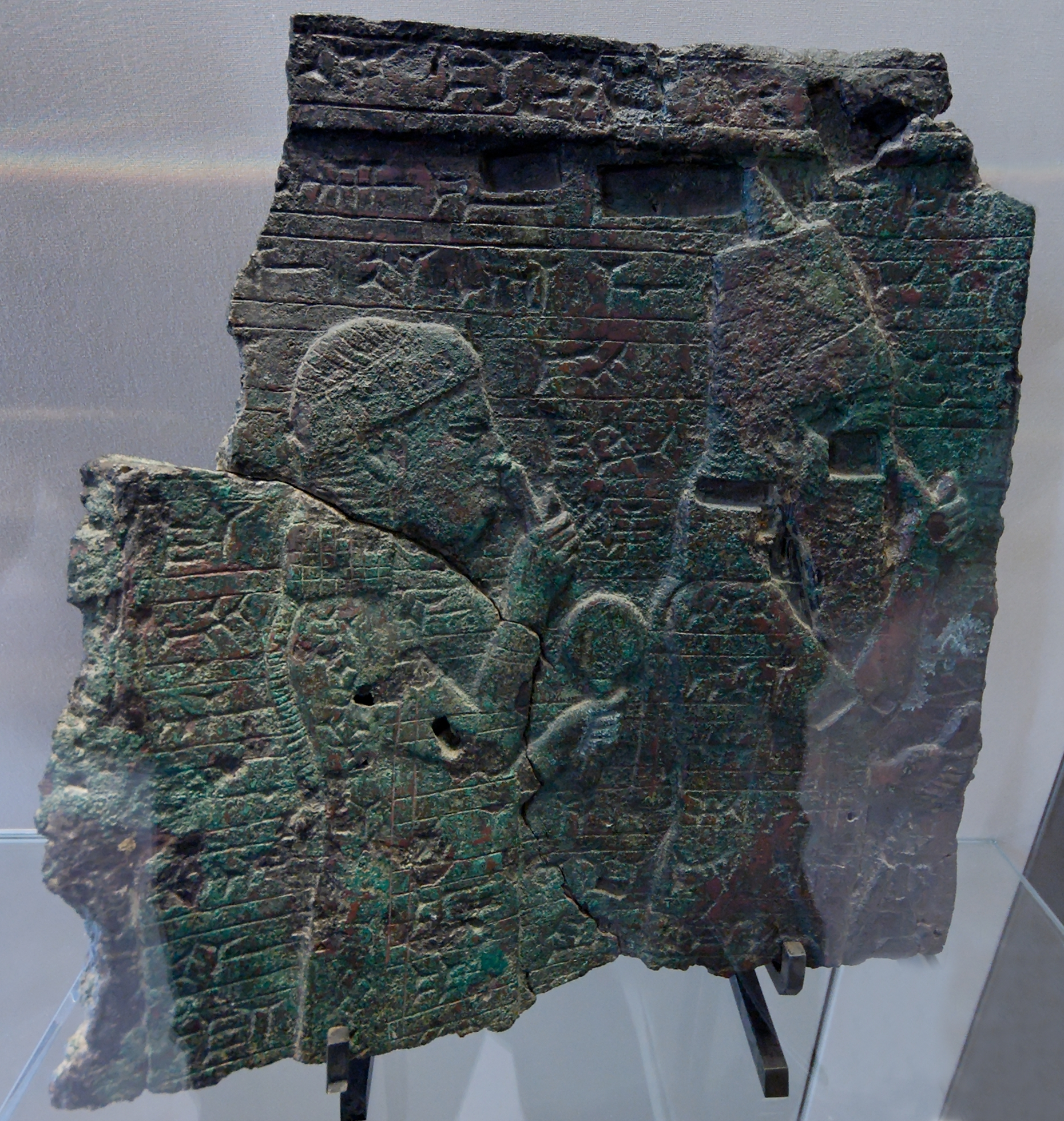
Reliéf – Asarhaddon (vpravo) a jeho matka Naqia (vlevo)

Sinacherib si uvědomoval, jak je jeho syn Arda-Mulissu populární, a strachem o svého syna Asarhaddona, poslal raději Asarhaddona do západních provincií, kde mu nemohl Arda-Mulissu ublížit. Arda-Mulissu se poté spojil se svým dalším bratrem jménem Nabu-šar-usurem (ve Starém zákoně jako Sareser) a společně zabili svého otce. Smrt takto významného krále byla velkým šokem různých reakcí. V Levantě a Babylonu spíše oslavovali, jeho smrt považujíce za boží pomstu za zpustošení těchto regionů.
Otcovražda způsobila rozhořčení vůči Arda-Mulissovi a lid jej za krále nepřijal. Jeho vlastní spojenci se proti němu obraceli. Asarhaddon, který měl podle otcova přání nastoupit na trůn, se vrátil, aby tak učinil. Mnoho vojáků přešlo na jeho stranu a ve finále Asarhaddon vyhrál. Arda-Mulissu a Nabu-šar-usur utekli kamsi do Urartu a jejich další osud je neznámý.

## Rodina
Ačkoliv měl král celý harém žen, dvě z nich jsou známy. Jedná se o Tašmetu-šarrat a Naqii. Tašmetu-šarrat byla jeho ženou déle, ale Naqia je známější, protože její syn Asarhaddon nastoupil na trůn. Když se Naqia stala Sinacheribovou ženou, převzala jméno Zakûtu. Jelikož měla takto dvě jména, pravděpodobně byla původně z cizí země, možná Babylonie nebo Levanty.
Sinacherib měl minimálně 7 synů a 1 dceru. Kromě Asarhaddona, který byl synem Naqie, se neví se kterou královnou měl které dítě. Jejich jména jsou:
- Aššur-nádin-šumi – Nejstarší, dosazen do Babylonu roku 700 př. n. l. Byl zajat a pravděpodobně popraven Elamity.
- Ašur-ili-muballissu – Možná druhý nejstarší syn. Měl nějakou roli v kněžství.
- Arda-Mulissu – Po smrti Aššur-nádin-šumi nejstarší žijící syn Sinacheriba, 694–684 př. n. l. byl korunním princem a pak z neznámého důvodu nahrazen Asarhaddonem. Touže po trůnu, zabil svého otce, ale byl poražen Asarhaddonem, takže trůn nezískal. Utekl do Urartu.
- Asarhaddon – Korunním princem v letech 684–681 př. n. l., pak nastoupil na trůn.
- Nergal-šumu-ibni
- Nabu-šar-usur – Spojil se s Arda-Mulissu ve vraždě Sinacheriba. Pak s ním utekl do Urartu.
- Šadditu – Jediná Sinacheribova dcera známá jménem. Ona, nebo jiná Sinacheribova dcera, si vzala egyptského hodnostáře jménem Šušanqu.